# Eddie Murphy
Edward Regan "Eddie" Murphy (Brooklyn, Nova York, 3 de abril de 1961) é um comediante, ator, dublador, roteirista, produtor e músico americano. Ganhou popularidade na década de 80 após integrar o elenco do programa Saturday Night Live e estrelar shows de stand-up, migrando posteriormente para o cinema. O rendimento bruto de seus filmes fizeram de Murphy o segundo ator de maior público nos Estados Unidos. Ele está listado como número 10 na lista do Comedy Central dos 100 Maiores Stand-ups de todos os tempos.
Murphy recebeu indicações ao Globo de Ouro por suas atuações em 48 Hrs., Beverly Hills Cop, Trading Places, e The Nutty Professor. Em 2007, ele recebeu o Globo de Ouro de melhor ator coadjuvante e uma indicação ao Oscar de melhor ator coadjuvante por sua interpretação do cantor de soul James "Thunder" Early em Dreamgirls.
Murphy também é reconhecido como dublador, fazendo a voz de Thurgood Stubbs em The PJs, do Burro na franquia Shrek e do dragão Mushu no filme Mulan. Em alguns de seus filmes, ele interpreta vários papéis, além do papel principal, como uma homenagem a um de seus ídolos, Peter Sellers, que interpretou mais de um papel em Dr. Strangelove. Murphy interpretou vários personagens em Coming to America, Vampire in Brooklyn de Wes Craven, e nos filmes Nutty Professor (onde interpretou o papel-título em duas encarnações, além de seu pai, irmão, mãe e avó), Bowfinger, Norbit, e Meet Dave. No Brasil seu dublador oficial é Mário Jorge Andrade.

## Biografia
Eddie Murphy nasceu no Brooklyn, Nova York, e foi criado no bairro Bushwick. Sua mãe, Lillian, trabalhava numa operadora de telefone, e seu pai, Charles Edward Murphy, era um policial de trânsito e um ator e comediante amador.
Seu pai morreu quando ele era jovem. Quando a mãe de Murphy ficou doente, ele (com 8 anos) e seu irmão mais velho viveram em um orfanato por um ano. Em entrevistas, Eddie Murphy disse que seu tempo em um orfanato influenciou no desenvolvimento de seu senso de humor. Mais tarde, ele e seu irmão mais velho Charlie foram criados em Roosevelt, Nova Iorque por sua mãe e seu padrasto Vernon Lynch, um chefe de uma fábrica de sorvete.
Em torno da idade de 15 anos, Murphy estava escrevendo e realizando suas próprias rotinas, que foram fortemente influenciados por Bill Cosby e Richard Pryor. 

## Carreira

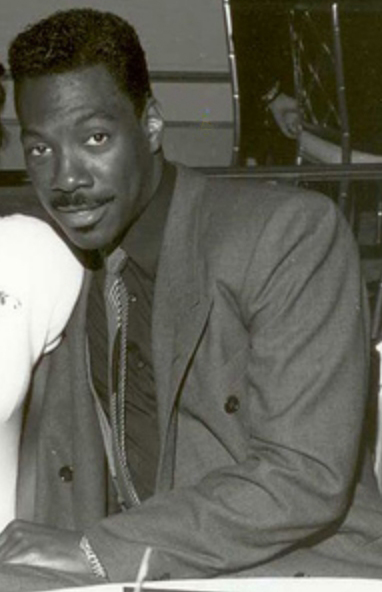
Eddie Murphy em 1988.

Em 1980, aos dezenove anos de idade, pouco depois de se graduar no ensino médio, participou do programa da NBC Saturday Night Live. Na temporada de 1983-1984, Murphy salvou o programa, que, apesar de contar com figuras como John Belushi e Chevy Chase, não alcançava boas audiências.Depois de apenas 2 temporadas, Eddie Murphy já era grande demais para a televisão, e abandonou o programa para poder consolidar sua carreira como ator de cinema. Em 1984 foi premiado com um Grammy por seu álbum de comédia Eddie Murphy: Comedian, de 1983. Murphy fez uma quantidade enorme de sucessos no gênero de comédia, mais que qualquer outro comediante, incluindo a bem-sucedida série Beverly Hills Cop (conhecida no Brasil como Um Tira da Pesada e em Portugal como O Caça Polícias), Coming to America, The Nutty Professor e Dr. Dolittle. Murphy foi indicado ao prêmio Globo de Ouro de melhor ator em comédia ou musical por sua performance nos filmes Beverly Hills Cop, Trading Places e The Nutty Professor. Em 2007, pelo papel como "James "Trovão" Early" em Dreamgirls, ele recebeu o Globo de Ouro de melhor ator coadjuvante e uma indicação ao Oscar de melhor ator coadjuvante.
Murphy também é reconhecido como ator de voz (dublador), fazendo a voz do burro falante na quadrilogia Shrek e do dragão Mushu no filme da Disney Mulan. Murphy tem a distinção de ter estrelado em mais continuações do que qualquer outro ator de Hollywood. Tal lista inclui os filmes: Beverly Hills Cop II (1987), Another 48 Hours. (1990), Beverly Hills Cop III (1994), Dr. Dolittle 2 (2001), Nutty Professor II: The Klumps (2000), Shrek 2 (2004), Shrek The Third (2007) e Shrek Forever After (2010).
Murphy também é um cantor, tendo freqüentemente trabalhado como backing vocal em canções lançadas pela banda The Bus Boys; a música "(The Boys Are) Back in Town" foi destaque no filme 48 Horas e no especial de comédia de Murphy, Eddie Murphy Delirious. Como artista solo, Murphy teve dois singles de sucesso, "Party All Time" (que foi produzido por Rick James) e "Put Your Mouth On Me" durante a segunda metade da década de 1980. Ele começou a cantar no início de sua carreira, com as canções "Boogie in Your Butt" e "Enough Is Enough", sendo esta última uma paródia do dueto de Barbra Streisand e Donna Summer "No More Tears" (ambos aparecem álbum de comédia Eddie Murphy de 1982.)
"Party All Time" foi apresentado no álbum de estréia de Murphy, How Could It Be, que incluiu um pequeno sucesso de R&B na faixa-título, um dueto com a vocalista Crystal Blake. Esta faixa foi escrita por Rusty Hamilton e foi produzida pelo primo de Stevie Wonder, Aquil Fudge, depois de uma breve briga com Rick James. Em 2004, VH-1 e Blender elegeram "Party All Time" no número sete entre as "50 piores canções de todos os tempos". Sharam usou um sample na canção "PATT (Party All The Time)" em 2006, oitavo lugar no Reino Unido. "Put Your Mouth on Me" apareceu no álbum de 1989 de Murphy, So Happy.
Murphy gravou o álbum Love's Alright no início da década de 1990. Ele tocou em um videoclipe do single "Whatzupwitu", com Michael Jackson. Ele gravou um dueto com Shabba Ranks chamado "I Was a King". Em 1992, Murphy apareceu no videoclipe "Remember the Time" de Michael Jackson ao lado de Magic Johnson e Iman.
Apesar de não credenciado, Murphy forneceu um trabalho vocal no single de comédia de Joe Piscopo, "The Honeymooners Rap". O personagem Piscopo personificou Jackie Gleason no single, enquanto Murphy forneceu uma imitação de Art Carney.
Em Coming to America, ele imitou Jackie Wilson quando cantou "To Be Loved", mas porque o personagem que ele estava interpretando tinha um acento grosso, ele teve que cantar como o personagem. Nos últimos anos, Murphy cantou várias canções na série de filmes Shrek. No primeiro filme, ele interpretou uma versão de "I'm a Believer" da banda The Monkees na cena final do filme; Em Shrek 2, ele interpretou o sucesso de Ricky Martin, "Livin' la Vida Loca" junto com Antonio Banderas.
Em 2013, ele lançou seu primeiro single em anos intitulado "Red Light", uma canção de reggae com Snoop Lion. Atualmente está trabalhando em um novo álbum intitulado 9.

## Vida pessoal

### Família

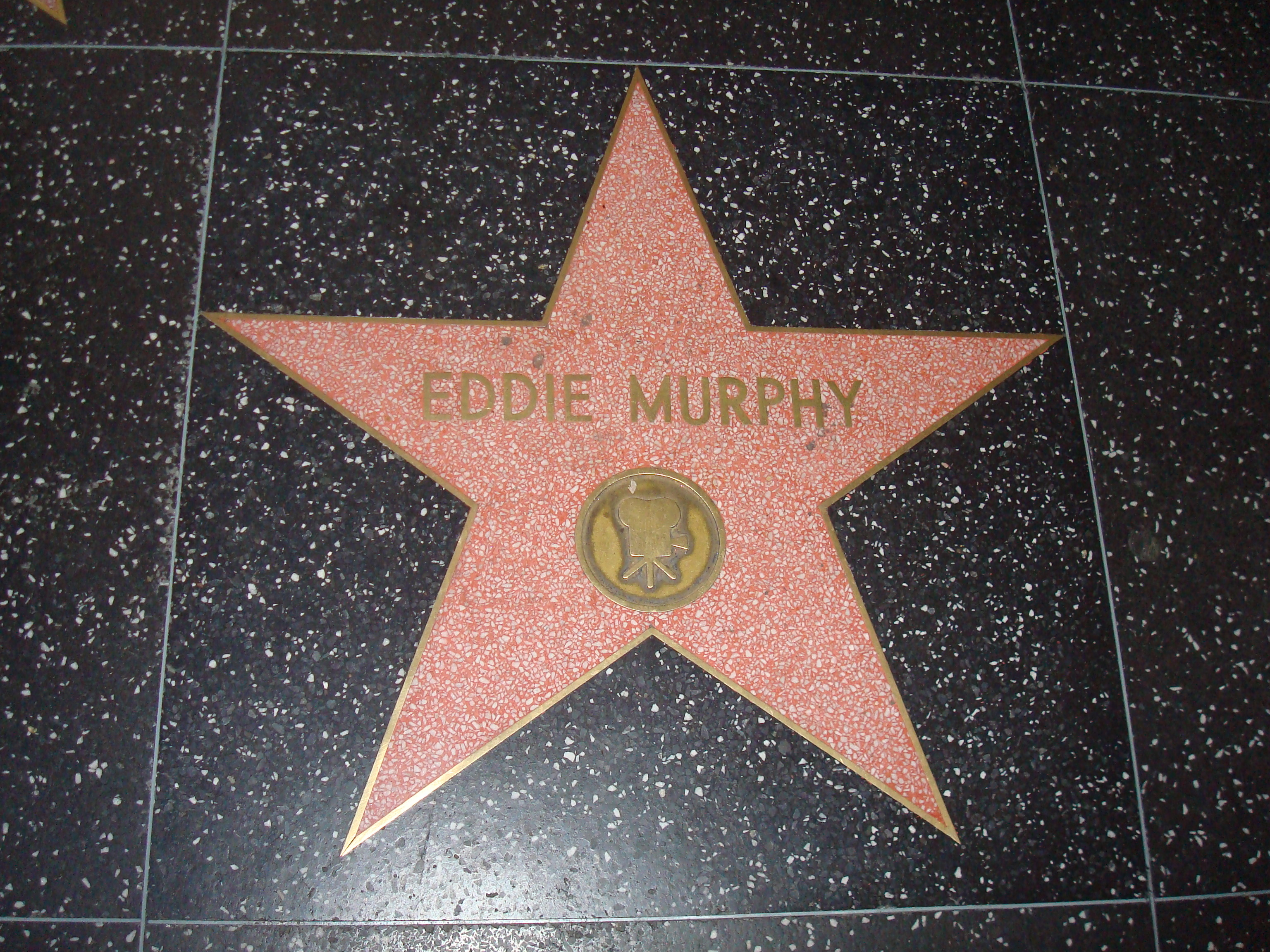
Estrela de Murphy na Calçada da Fama

Murphy é pai de cinco filhos com a ex-esposa Nicole Mitchell Murphy, com quem foi casado entre março de 1993 e abril de 2006. Murphy também é pai de Eric (nascido em 1989), fruto do seu namoro com Paulette McNeely e de Christian (nascido em 1990), frutos do seu namoro com Tamara Hood.
Após se divorciar de Nicole, Murphy namorou a ex-Spice Girl Melanie B, que anunciou estar grávida dele. Quando questionado por um repórter sobre a gravidez de Melanie, Murphy anunciou que só saberia de quem é a criança após que lhe mostrarem um exame de DNA. Murphy fez o teste de paternidade após Mel B ir à Justiça pedir que o ator reconheça sua filha, nascida no em dia 3 de abril de 2007, no qual foi confirmada a paternidade de Eddie Murphy. Murphy pagará 40 mil euros por mês para as despesas de Angel Iris, até esta fazer 18 anos, e concordou também com um regime de visitas.
Murphy começou a namorar Tracey Edmonds, produtora cinematográfica e ex-esposa do cantor Kenneth "Babyface" Edmonds em dezembro de 2006, a cerimônia de união do casal aconteceu em Bora Bora, uma ilha na Polinésia Francesa, no dia 1º de janeiro de 2008, e foi restrita a apenas 25 convidados. Em apenas duas semanas depois do casamento, Murphy se separou de Tracey Edmons.
Em 2012, Murphy começou a namorar a modelo Paige Butcher. Sua filha Izzy Oona Murphy nasceu em 3 de maio de 2016. Em dezembro de 2018, nasceu seu 10° filho, Max Charles Murphy. O nome da criança foi uma homagem ao irmão de Eddie, Charlie Murphy, falecido em 2017.

### Ação
Em 1988, Art Buchwald processou Eddie Murphy e Paramount Pictures, alegando que eles haviam utilizado ideias a partir de um roteiro que ele tinha apresentado a Paramount como base para o filme de Murphy Coming to America.

### Questões legais
Em 2 de maio de 1997, Murphy foi parado pela polícia depois de ter sido observado pegando uma travesti em seu Toyota Land Cruiser. Atisone Seiuli, foi preso em um mandado pendente para a prostituição. Murphy não foi preso ou acusado e alegou que ele estava apenas dando um passeio.

### Filantropia
Murphy doou dinheiro para a Fundação AIDS, câncer, educação, artes criativas, o apoio da família / pai, saúde e instituições de caridade sem-teto. Ele doou para Martin Luther King, Jr. National Historic Site, várias instituições de caridade de câncer e $100,000 para the Screen Actors' Guild 's strike relief fund.

## Influências
Murphy disse que suas influências cômicos incluem Bill Cosby, Richard Pryor, Redd Foxx  e Robin Williams.
Comediantes que por sua vez, citam Eddie Murphy como influência são: Chris Rock, Russell Brand, Dave Chappelle e Kevin Hart.

## Filmografia

### Cinema
| Ano  | Titulo                         | Papel | Notas                                          |
| ---- | ------------------------------ | --- | ---------------------------------------------- |
| 1982 | 48 Hrs.                        | Reggie Hammond |                                                |
| 1983 | Trading Places                 | Billy Ray Valentine |                                                |
| 1984 | Best Defense                   | Tenente T.M. Landry |                                                |
| 1984 | Beverly Hills Cop              | Axel Foley |                                                |
| 1986 | The Golden Child               | Chandler Jarrell |                                                |
| 1987 | Beverly Hills Cop II           | Axel Foley | Também escritor (história)                     |
| 1987 | Eddie Murphy Raw               | Ele mesmo | Também escritor e produtor executivo           |
| 1988 | Coming to America              | Príncipe Akeem Joffer / Clarence / Randy Watson / Velho Saul                                                                                    | Também escritor (história)                     |
| 1989 | Harlem Nights                  | Quick (Vernest Brown) | Também diretor, escritor e produtor executivo  |
| 1990 | Another 48 Hrs.                | Reggie Hammond | Também escritor (história)                     |
| 1992 | Boomerang                      | Marcus Graham | Também escritor (história)                     |
| 1992 | The Distinguished Gentleman    | Thomas Jefferson Johnson |                                                |
| 1994 | Beverly Hills Cop III          | Axel Foley |                                                |
| 1995 | Vampire in Brooklyn            | Maximillian / Pastor Pauly / Guido | Também produtor, escritor (história)           |
| 1996 | The Nutty Professor            | Professor Sherman Klump / Buddy Love / Cletus 'Papa' Klump / Anna Pearl 'Mama' Jensen Klump / Ida Mae 'Vovó' Jensen / Ernie Klump               |                                                |
| 1997 | Metro                          | Insp. Scott Roper |                                                |
| 1998 | Mulan                          | Mushu | Voz; primeiro trabalho de Murphy como dublador |
| 1998 | Dr. Dolittle                   | Dr. John Dolittle |                                                |
| 1998 | Holy Man                       | G |                                                |
| 1999 | Life                           | Rayford "Ray" Gibson | Também produtor e escritor (história).         |
| 1999 | Bowfinger                      | Kit Ramsey / Jeffernson 'Jiff' Ramsey |                                                |
| 2000 | Nutty Professor II: The Klumps | Professor Sherman Klump / Buddy Love / Lance Perkins Cletus 'Papa' Klump / Anna Pearl 'Mama' Jensen Klump / Ida Mae 'Vovó' Jensen / Ernie Klump | Também produtor executivo                      |
| 2001 | Shrek                          | Burro | Voz                                            |
| 2001 | Dr. Dolittle 2                 | Dr. John Dolittle |                                                |
| 2002 | Showtime                       | Oficial Trey Sellers |                                                |
| 2002 | I Spy                          | Kelly Robinson |                                                |
| 2003 | Daddy Day Care                 | Charles "Charlie" Hinton |                                                |
| 2003 | The Haunted Mansion            | Jim Evers |                                                |
| 2004 | Shrek 2                        | Burro | Voz                                            |
| 2006 | Dreamgirls                     | James 'Trovão' Early |                                                |
| 2007 | Norbit                         | Norbit Rice / Rasputia Latimore / Sr. Wong |                                                |
| 2007 | Shrek the Third                | Burro |                                                |
| 2008 | Meet Dave                      | Dave Ming-Chang / Capitão |                                                |
| 2009 | Imagine That                   | Evan Danielson |                                                |
| 2010 | Shrek Forever After            | Burro | Voz                                            |
| 2011 | Tower Heist                    | Darnell "Slide" Davis |                                                |
| 2012 | A Thousand Words               | Jack McCall |                                                |
| 2016 | Mr. Church                     | Henry Joseph Church |                                                |
| 2019 | Dolemite Is My Name            | Rudy Ray Moore | Original Netflix                               |
| 2021 | Coming 2 America               | Príncipe Akeem Joffer / Clarence / Randy Watson / Velho Saul                                                                                    | Também produtor e roteirista                   |
| 2023 | You People                     | Akbar Mohammed | Original Netflix                               |
| 2023 | Candy Cane Lane                | Chris Carver | Original Amazon                                |
| 2024 | Beverly Hills Cop: Axel Foley  | Axel Foley | Original Netflix                               |

### Televisão
| Televisão       | Televisão                       | Televisão                 |
| Ano             | Titulo                          | Papel                     |
| --------------- | ------------------------------- | ------------------------- |
| 1980–1984, 2015 | Saturday Night Live             | Ele mesmo                 |
| 1983            | Eddie Murphy: Delirious         |                           |
| 1989            | What's Alan Watching?           | Protestante / James Brown |
| 1991            | The Royal Family                | Criador                   |
| 1993            | Dangerous: The Short Films      | Faraó egípcio antigo      |
| 1999–2001       | The PJs                         | Thurgood Stubbs           |
| 2004            | Father of the Pride             | Burro                     |
| 2007            | Shrek the Halls                 | Burro                     |
| 2010            | Donkey's Christmas Shrektacular | Burro                     |
| 2012            | Eddie Murphy: One Night Only    | Convidado de honra        |

## Discografia

### Álbuns de estúdio
- Eddie Murphy (1982) (comédia)
- Eddie Murphy: Comedian (1983) (comédia)
- How Could It Be (1985) (música)
- So Happy (1989) (música)
- Love's Alright (1993) (música)
- Dreamgirls: Music from the Motion Picture (2007) (trilha-sonora)

### Álbuns de compilação
- Greatest Comedy Hits (1997) (comédia)
- All I Fuckin' Know (1998) (comédia)

### Singles
- "Boogie In Your Butt/No More Tears" (Columbia, 1982) (comédia/música)
- "Party All the Time" (com Rick James) (Columbia, 1985) (música)
- "How Could It Be" (com Crystal Blake) (Columbia, 1985) (música)
- "Put Your Mouth On Me" (Columbia, 1989) (música)
- "Til The Money's Gone" (Columbia, 1989) (música)
- "I Was A King" (Motown, 1993) (música)
- "Whatzupwitu" (com Michael Jackson) (Motown, 1993) (música)
- "Desdemona" (Motown, 1993) (música)
- "Red Light" (com Snoop Dogg) (música)

## Prêmios e Indicações

#### Oscar
| Ano  | Categoria               | Indicação  | Notas    |
| ---- | ----------------------- | ---------- | -------- |
| 2007 | Melhor Ator Coadjuvante | Dreamgirls | Indicado |

#### Emmy Awards
| Ano  | Categoria                                                                      | Indicação                   | Notas    |
| ---- | ------------------------------------------------------------------------------ | --------------------------- | -------- |
| 1983 | Melhor Ator Coadjuvante em Série de Comédia                                    | Saturday Night Live         | Indicado |
| 1984 | Melhor Performance Individual em uma Série de Variedades ou Programa de Música | Saturday Night Live         | Indicado |
| 1984 | Melhor Roteiro em uma Série de Variedades                                      | Saturday Night Live         | Indicado |
| 1999 | Melhor Programa de Animação                                                    | The PJs: He's Gotta Have It | Indicado |
| 2020 | Melhor Ator Convidado em Série de Comédia                                      | Saturday Night Live         | Venceu   |

#### Grammy Awards
| Ano  | Categoria                           | Indicação                                           | Notas    |
| ---- | ----------------------------------- | --------------------------------------------------- | -------- |
| 1983 | Melhor Performance R&B Instrumental | Boogie In Your Butt (Instrumental Version) (Single) | Indicado |
| 1983 | Melhor Álbum de Comédia             | Eddie Murphy (Album)                                | Indicado |
| 1984 | Melhor Álbum de Comédia             | Eddie Murphy: Comedian                              | Venceu   |

#### Globo de Ouro
| Ano  | Categoria                                  | Indicação             | Notas    |
| ---- | ------------------------------------------ | --------------------- | -------- |
| 1983 | Melhor Ator Revelação                      | 48 Hrs.               | Indicado |
| 1984 | Melhor Ator em Cinema - Comédia ou Musical | Trading Places        | Indicado |
| 1985 | Melhor Ator em Cinema - Comédia ou Musical | Beverly Hills Cop     | Indicado |
| 1997 | Melhor Ator em Cinema - Comédia ou Musical | The Nutty Professor   | Indicado |
| 2007 | Melhor Ator Coadjuvante em Cinema          | Dreamgirls            | Venceu   |
| 2020 | Melhor Ator em Cinema - Comédia ou Musical | Dolemite Is My Name   | Indicado |
| 2023 | Prêmio Cecil B. DeMille                    | Pelo Conjunto da Obra | Venceu   |

#### BAFTA
| Ano  | Categoria               | Indicação | Notas    |
| ---- | ----------------------- | --------- | -------- |
| 2002 | Melhor Ator Coadjuvante | Shrek     | Indicado |

#### SAG Awards
| Ano  | Categoria               | Indicação  | Notas    |
| ---- | ----------------------- | ---------- | -------- |
| 2007 | Melhor Ator Coadjuvante | Dreamgirls | Venceu   |
| 2007 | Melhor Elenco em Cinema | Dreamgirls | Indicado |

#### Critics' Choice Movie Awards
| Ano  | Categoria               | Indicação             | Notas    |
| ---- | ----------------------- | --------------------- | -------- |
| 2007 | Melhor Ator Coadjuvante | Dreamgirls            | Venceu   |
| 2007 | Melhor Elenco           | Dreamgirls            | Indicado |
| 2020 | Melhor Ator             | Dolemite Is My Name   | Indicado |
| 2020 | Lifetime Achievement    | Pelo Conjunto da Obra | Venceu   |